# Pape Amadou N'Diaye
Pour les articles homonymes, voir N'Diaye.
Pape Amadou N'Diaye est un footballeur sénégalais né le 24 juillet 1977 à Dakar (Sénégal). Il joue au poste de défenseur.

## Carrière
- 1997-2000 : ASC Port Autonome ( Sénégal)
- 2000-2001 : Le Havre AC ( France)
- 2001-2004 : Grenoble Foot ( France) (L2, 66 matchs, 4 buts)
- 2004-2009 : AS Cherbourg ( France) (Nat, 66 matchs, 2 buts)

## Statistiques
- 66 matchs (5 buts) en L2
- 59 matchs (2 buts) en National

Dernière mise à jour : 15 février 2008